# Paryphodes vicarius
Paryphodes vicarius är en tvåvingeart som först beskrevs av Friedrich Georg Hendel 1912.  Paryphodes vicarius ingår i släktet Paryphodes och familjen bredmunsflugor.
Artens utbredningsområde är Seychellerna. Inga underarter finns listade i Catalogue of Life.